# Fausto Tardelli
Fausto Tardelli (ur. 5 stycznia 1951 w Lucce) – włoski duchowny katolicki, biskup Pistoi od 2014, biskup Pescii od 2024.

## Życiorys
Święcenia kapłańskie otrzymał 29 czerwca 1974 i został inkardynowany do archidiecezji Lukki. Był m.in. diecezjalnym duszpasterzem wielu ruchów religijnych, wicekanclerzem i kanclerzem kurii oraz prowikariuszem generalnym archidiecezji.
6 marca 2004 papież Jan Paweł II mianował go ordynariuszem diecezji San Miniato. Sakry biskupiej udzielił  mu 2 maja 2004 abp Bruno Tommasi.
8 października 2014 papież Franciszek mianował go biskupem ordynariuszem diecezji Pistoia. 14 października 2023 ten sam papież mianował go dodatkowo biskupem Pescii, łącząc obie diecezje unią in persona Episcopi.